# Férfi 4 × 100 méteres gyorsváltó az 1974-es úszó-Európa-bajnokságon
Az  1974-es úszó-Európa-bajnokságon a férfi 4 × 100 méteres gyorsváltó  versenyeit augusztus 18-án rendezték. A versenyszámban 9 csapat indult. A győztes az NSZK váltója lett.

## Rekordok
|              | Név                                                            | Nemzet      | Idő     | Helyszín | Dátum               |
| ------------ | -------------------------------------------------------------- | ----------- | ------- | -------- | ------------------- |
| Világcsúcs   | Gary Connely Jerry Heidenreich David Edgar Dave Fairbank       | USA         | 3:28,84 | München  | 1972. augusztus 28. |
| Európa-csúcs | Vlagyimir Bure Viktor Mazanov Viktor Aboimov Igor Grivennyikov | Szovjetunió | 3:29,72 | München  | 1972. augusztus 28. |

A versenyen új rekord született:
| Európa-bajnoki csúcs | selejtező | Klaus Steinbech Gerhard Schiller Kersten Meier Peter Raschke | NSZK | 3:32,09 | Bécs, Ausztria | augusztus 18. |
| Európa-bajnoki csúcs | döntő     | Klaus Steinbech Gerhard Schiller Kersten Meier Peter Nocke   | NSZK | 3:30,61 | Bécs, Ausztria | augusztus 18. |

## Eredmények
A rövidítések jelentése a következő:
| - Q: továbbjutás időeredmény alapján - ECR: Európa-bajnoki rekord | - WR: világ rekord - ER: Európa-rekord | - NR: országos rekord |

### Selejtezők
| Helyezés | Futam | Név                                                                  | Nemzet        | Idő     | Megj.  |
| -------- | ----- | -------------------------------------------------------------------- | ------------- | ------- | ------ |
| 1.       | 1     | Klaus Steinbach Gerhard Schiller Kersten Meier Peter Raschke         | NSZK          | 3:32,09 | Q, ECR |
| 2.       | 1     | Anatolij Ribakov Vlagyimir Krivcov Georgijs Kuļikovs Andrej Szmirnov | Szovjetunió   | 3:32,16 | Q      |
| 3.       | 1     | Roberto Pangaro Marcello Guarducci Paolo Barelli Paolo Martinetto    | Olaszország   | 3:33,73 | Q      |
| 4.       | 1     | Peter Petterson Sven Van Holst Bernt Zarnowiecki Ola Hakansson       | Svédország    | 3:34,20 | Q      |
| 5.       | 2     | Peter Bruch Bär Wilfried Hartung Lutz Wanja                          | NDK           | 3:35,80 | Q      |
| 6.       | 2     | Jorge Comas José Pujol Enrique Melo Santiago Esteva                  | Spanyolország | 3:36,75 | Q      |
| 7.       | 2     | André Foucard Patrick Juge Camald Pierre Amardeilh                   | Franciaország | 3:38,16 | Q      |
| 8.       | 2     | Stefan Georgiev Ludmil Sztojev Antoni Sztatelov Kazimir Encsev       | Bulgária      | 3:40,41 | Q      |
| 9.       | 2     | Desmond Coyle Francis White Robert Howard Kevin Williamson           | Írország      | 4:01,63 |        |

### Döntő
| Helyezés | Név | Nemzet        | Idő     | Megj. |
| -------- | --- | ------------- | ------- | ----- |
|          | Klaus Steinbach (52,56) Gerhard Schiller (53,01) Kersten Meier (53,47) Peter Nocke (51,57)              | NSZK          | 3:30,61 | ECR   |
|          | Vlagyimir Bure (53,55) Alekszandr Szamszonov (53,42) Anatolij Ribakov (52,27) Georgijs Kuļikovs (52,77) | Szovjetunió   | 3:32,01 |       |
|          | Roger Pyttel (53,42) Roland Matthes (51,75) Wilfried Hartung (53,79) Lutz Wanja (53,58                  | NDK           | 3:32,54 |       |
| 4.       | Roberto Pangaro (53,08) Marcello Guarducci (52,61) Paolo Barelli (53,63) Paolo Martinetto (53,71)       | Olaszország   | 3:33,03 |       |
| 5.       | Bernt Zarnowiecki (53,54) Ola Hakansson (53,29) Bengt Gingsjö (52,74) Sven Van Holst (53,96)            | Svédország    | 3:33,53 |       |
| 6.       | André Foucard (54,65) Michel Rousseau (51,96) Patrick Juge (53,57) Pierre Amardeilh (54,40)             | Franciaország | 3:34,58 |       |
| 7.       | Santiago Esteva (53,83) José Pujol (53,40) Enrique Melo (53,49) Jorge Comas (54,26)                     | Spanyolország | 3:34,98 |       |
| 8.       | Antoni Sztatelov (55,61) Kazimir Encsev (56,91) Ludmil Sztojev (56,46) Stefan Georgiev (54,35)          | Bulgária      | 3:43,33 |       |